# مسجد مفيد أغا
مسجد مفيد أغا هو مسجد تاريخي يعود إلى عصر القاجاريون، ويقع في تبريز.